# Megommation ogilviei
Megommation ogilviei là một loài Hymenoptera trong họ Halictidae. Loài này được Cockerell mô tả khoa học năm 1930.